# John Dawson Dewhirst
John Dawson Dewhirst (1952 – khoảng Tháng 8 năm 1978) là một giáo viên người Anh và một tay chơi du thuyền nghiệp dư, một trong chín người phương Tây, và hai người Anh, được biết đến là nạn nhân của Khmer Đỏ trong thời kỳ cai trị của Pol Pot.

## Thiếu thời
Dewhirst chào đời ở quận Jesmond thành phố Newcastle trên sông Tyne vào năm 1952. Cha là hiệu trưởng, và mẹ làm chủ một cửa hàng đồ cổ. Năm 1963, khi 11 tuổi, gia đình Dewhirst dọn đến Cumbria. Khi lớn lên ở Cumbria, Dewhirst trở thành một người đam mê thể thao và thích các hoạt động ngoài trời. Anh dành phần lớn thời thơ ấu rong ruổi khắp vùng quê Cumbria. Tại Trường Appleby Grammar School, Dewhirst tỏ ra yêu thích thơ ca và khao khát trở thành một tiểu thuyết gia. Sau khi hoàn thành bằng A Level, anh giành học bổng tiếng Anh theo học Đại học Loughborough. Trong suốt thời gian học hành tại Đại học Loughborough, anh được đào tạo làm giáo viên. Sau khi nhận bằng giảng dạy, khát khao phiêu lưu và trở thành nhà văn đã dẫn anh đến Tokyo, Nhật Bản dạy tiếng Anh vào năm 1977. Dewhirst cũng làm việc cho tờ The Japan Times từ tháng 6 năm 1977 đến tháng 1 năm 1978.

## Mất tích
Một thời gian vào tháng 7 năm 1978, khi đang thăm một người bạn ở thị trấn Kuala Terengganu miền đông Malaysia, và trên đường từ Nhật Bản trở về Anh, Dewhirst đã gặp Stuart Glass người Canada và Kerry Hamill người New Zealand, đồng sở hữu một chiếc thuyền buồm bedar nhỏ của Malaysia tên là Foxy Lady. Cả ba đã dành vài tuần hoặc một tháng cùng nhau ở Kuala Terengganu, và sau đó đi về phía bắc đến Bangkok. Vì những lý do không rõ ràng, Foxy Lady đã kết thúc ở vùng biển Campuchia và bị bắt giữ, ngoài khơi Koh Tang, bởi một tàu tuần tra thuộc Sư đoàn 164 của Quân đội Cách mạng Campuchia. Foxy Lady có thể đang trên đường đến Bangkok để lấy một lượng điếu Thái stick. Glass đã tham gia buôn lậu hashish trước đó. Lịch sử của Dewhirst trong lĩnh vực này là không rõ. Người bạn Kuala Terengganu của ông đã nhớ lại Dewhirst nói về những cuộc phiêu lưu theo kế hoạch. Glass bị bắn giết, hoặc chết đuối, trong suốt vụ bắt giữ. Dewhirst và Hamill có thể đã bị giữ lại trong vài ngày trên một hòn đảo gần đó, rồi về sau được đưa đến trung tâm thẩm vấn thuộc S-21.

## Hồ sơ S-21
Đầu năm 1979, Việt Nam tiến công Campuchia Dân chủ và lật đổ chế độ Pol Pot. Họ đã giải phóng nhà tù S-21 của Campuchia Dân chủ ở thủ đô Phnôm Pênh nơi ước tính 20.000 người (chưa rõ số thực) đã bị gửi đi tra tấn và xử tử (hoặc bị đưa đến Cánh đồng chết xử tử sau khi bị tra tấn), nhiều người trong số họ vì nghi là gián điệp chống lại Campuchia. Những bức ảnh bị tố cáo và những lời thú tội bắt buộc của chín tay chơi du thuyền phương Tây mất tích (bốn người Mỹ, hai người Úc, cộng với những bức ảnh của John Dewhirst và Kerry Hamill) đã được tìm thấy trong hồ sơ nhà tù. Những lời thú tội của Dewhirst và Hamill tiết lộ rằng họ đã bị bắt giữ bởi một tàu tuần tra của Khmer Đỏ gần đảo Koh Tang vào tối ngày 13 tháng 8 năm 1978. Stuart Glass, người Canada kết bạn với Dewhirst và Hamill, đã bị bắn và giết trong quá trình bắt giữ Foxy Lady. Hamill và Dewhirst đều được đưa lên bờ và sau đó được đưa bằng xe tải đến Phnôm Pênh. Giống như các tay chơi du thuyền phương Tây khác, họ gần như chắc chắn bị tra tấn. Mức độ ngược đãi của họ không rõ ràng. Dewhirst đã viết một số lời thú tội dài pha trộn các sự kiện có thật trong cuộc đời anh ta với những câu chuyện sai lệch về sự nghiệp của anh ta với tư cách là một điệp viên CIA lên kế hoạch lật đổ chế độ Khmer Đỏ. Anh ta tuyên bố rằng cha anh ta (cũng là một đặc vụ) đã được trả một khoản hối lộ lớn vì đã đưa con trai mình vào CIA và khóa học đại học của anh ta ở Loughborough được xen kẽ với việc đào tạo thành một điệp viên. Dewhirst và Hamill đã ký một loạt lời thú tội từ ngày 3 tháng 9 đến ngày 13 tháng 10 năm 1978. 

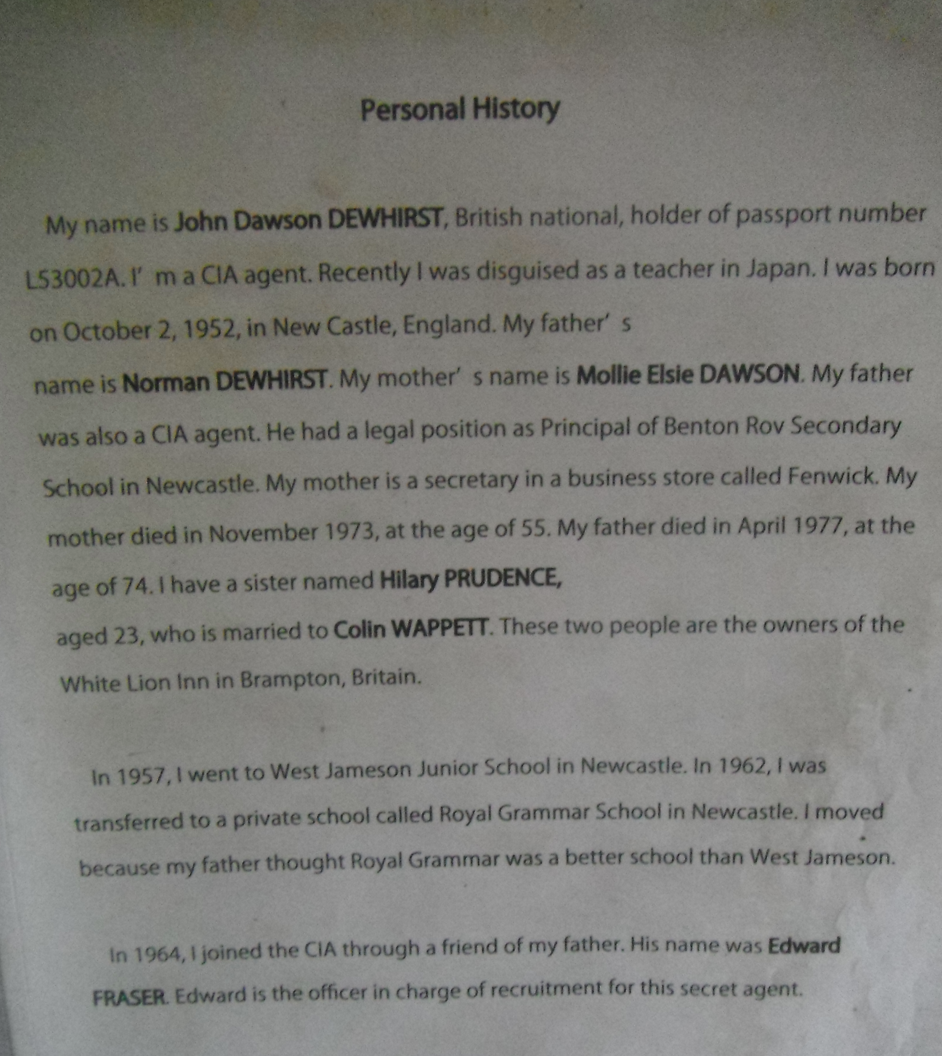
Trang đầu tiên của John Dawson Dewhirst về một lời thú tội bị ép buộc khi bị tra tấn bởi Chế độ Pol Pot của Campuchia trong nhà tù S-21 ở Phnôm Pênh.

## Tin tức về cái chết
Tình hình về cái chết của Dewhirst và Hamill vẫn chưa rõ ràng. Cái chết của họ lần đầu tiên được tường thuật vào cuối năm 1979 và đầu năm 1980 bởi nhà báo Jim Laurie của ABC News và nhiếp ảnh gia tự do Edward Rasen. Rasen cung cấp thêm chi tiết, bao gồm các bức ảnh và một phần lời thú tội trong các câu chuyện cho ấn phẩm của Anh NOW! và Bulletin của Úc.
Trong phiên tòa năm 2009 của chỉ huy S-21 Kang Kek Iew, một cựu bảo vệ S-21 tên Cheam Sour tuyên bố rằng một trong tám tay chơi du thuyền phương Tây bị giam tại S-21 đã bị thiêu chết. Bản tin mang tính giật gân cho rằng cá nhân này chính là Dewhirst là không có căn cứ. Kang Kek Iew kể lại ông nhận được lệnh từ cấp trên rằng thi thể của những người phương Tây bị sát hại phải được đốt hết để xóa bỏ dấu vết hài cốt của họ, nói thêm, "Tôi tin rằng không ai dám vi phạm mệnh lệnh của tôi".

## Kết cục
Ngày 10 tháng 11 năm 2005, trong một cuộc phỏng vấn, chị gái của Dewhirst, Hilary Dewhirst-Holland nói với những người phỏng vấn rằng bà muốn vụ án của em trai mình được nêu chi tiết trong bản cáo trạng truy tố Kang Kek Iew. Trong phiên xét xử Kang Kek Iew bắt đầu vào năm 2007, Hillary đã không tham dự phiên tòa để làm chứng chống lại Kang Kek Iew. Thay vào đó, bà đưa một bức thư cho Rob Hamill, em trai của Kerry Hamill, nhằm sát cánh cùng tòa án.
Ngày 27 tháng 8 năm 2009, Rob Hamill đã xuất hiện trước Toà án Khmer Đỏ (ECCC) với tư cách là bên dân sự trong Vụ án 001, chống lại Kang Kek Iew. Vào tháng 4 năm 2011, Hamill đã nộp đơn xin ECCC một lần nữa cho tư cách bên dân sự trong Vụ án ECCC 003, được cho là có liên quan đến cựu lãnh đạo Khmer Đỏ Meas Mut. Là "Bí thư" Sư đoàn 164 Campuchia Dân chủ, bao gồm hải quân của đất nước, Mut sẽ phải chịu trách nhiệm về việc bắn hạ Stuart Glass và bắt giữ hai thủy thủ đoàn khác của Foxy Lady, Kerry Hamill và John Dewhirst, cũng như bắt giữ sáu thành viên thủy thủ đoàn du thuyền phương Tây khác.